# Chiesa di San Paolo a Carteano

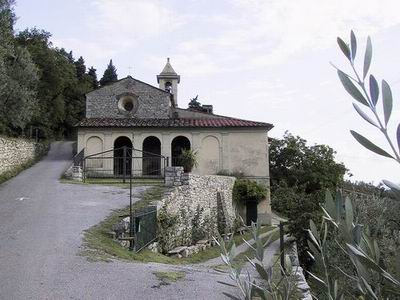
San Paolo a Carteano

La chiesa di San Paolo a Carteano sorge a Carteano, frazione settentrionale del comune di Prato.

## Storia e descrizione

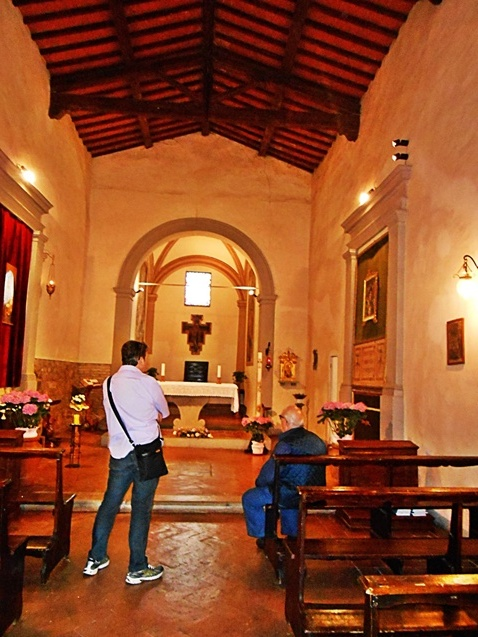
L'interno

Costruita alla fine del Duecento, conserva parte dell'originaria muratura; la facciata è preceduta da un portico ottocentesco. L'interno conserva alcune piccole tele secentesche (di Vincenzo Rustici e dell'ambito del Rosselli), una tavola di Leonardo Mascagni con Cristo deposto (degli inizi del Seicento) e una pala di Giovan Pietro Naldini del 1632.
All'interno dell'unica navata, sul lato destro entro una nicchia ricavata nella muratura sotto l'altare dove era una tavola della Madonna, è custodita un'urna a vetri con alcuni resti dei Santi Martiri Settimio e Dativo Citichio, provenienti dal Cimitero di Priscilla a Roma. Furono donati dal Sig. Marchese Lorenzo Niccolini al parroco della chiesa di San Paolo a Carteano prima della metà del XIX secolo.